# Private Ghost
Private Ghost est une série de bande dessinée policière franco-belge écrite par Crisse et dessinée par Serge Carrère avec des couleurs des Cyril Liéron (tome 1), Frédéric Besson (tome 2) puis Delphine Rieu (tome 3). Ses trois volumes ont été publiés par Soleil entre 2001 et 2004.

## Albums
- Private Ghost, Soleil :

1. Red Label Voodoo, 2001  (ISBN 2-84565-158-9)[1].
2. White Bloody Mary, 2003  (ISBN 2-84565-622-X)[2].
3. Hot Caribbean Rainbow, 2004  (ISBN 2-84565-760-9)[3].

### Lien web
- « Private Ghost », sur bedetheque.com.